# Джордж Понсонбі

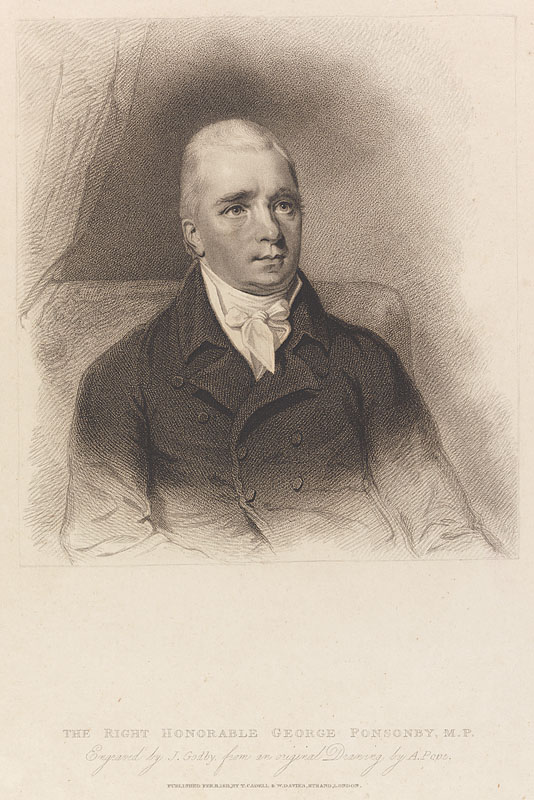
Джордж Понсонбі (1755 – 1817).

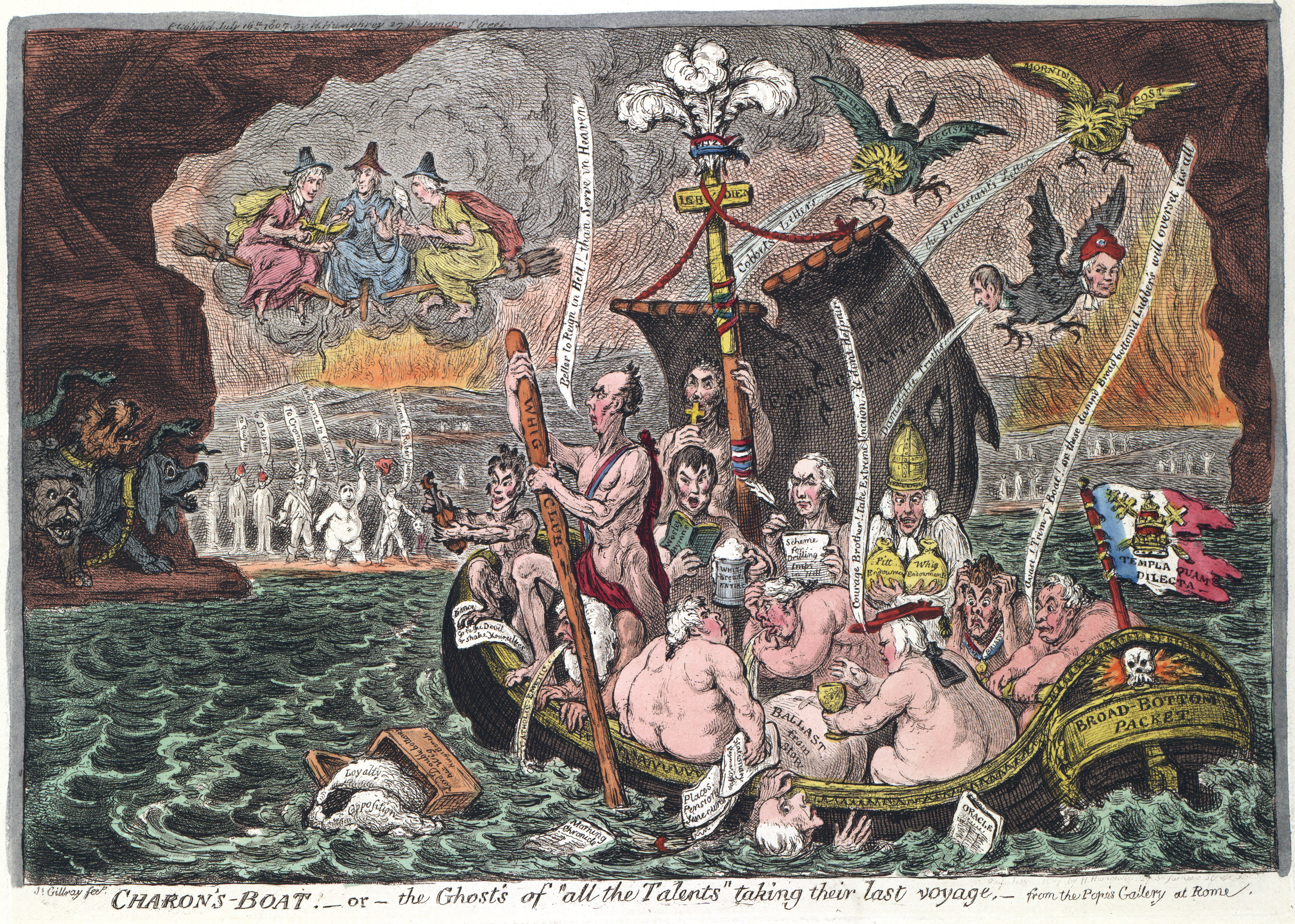
Міністерство Всіх Талантів. Карикатура 1807 року.

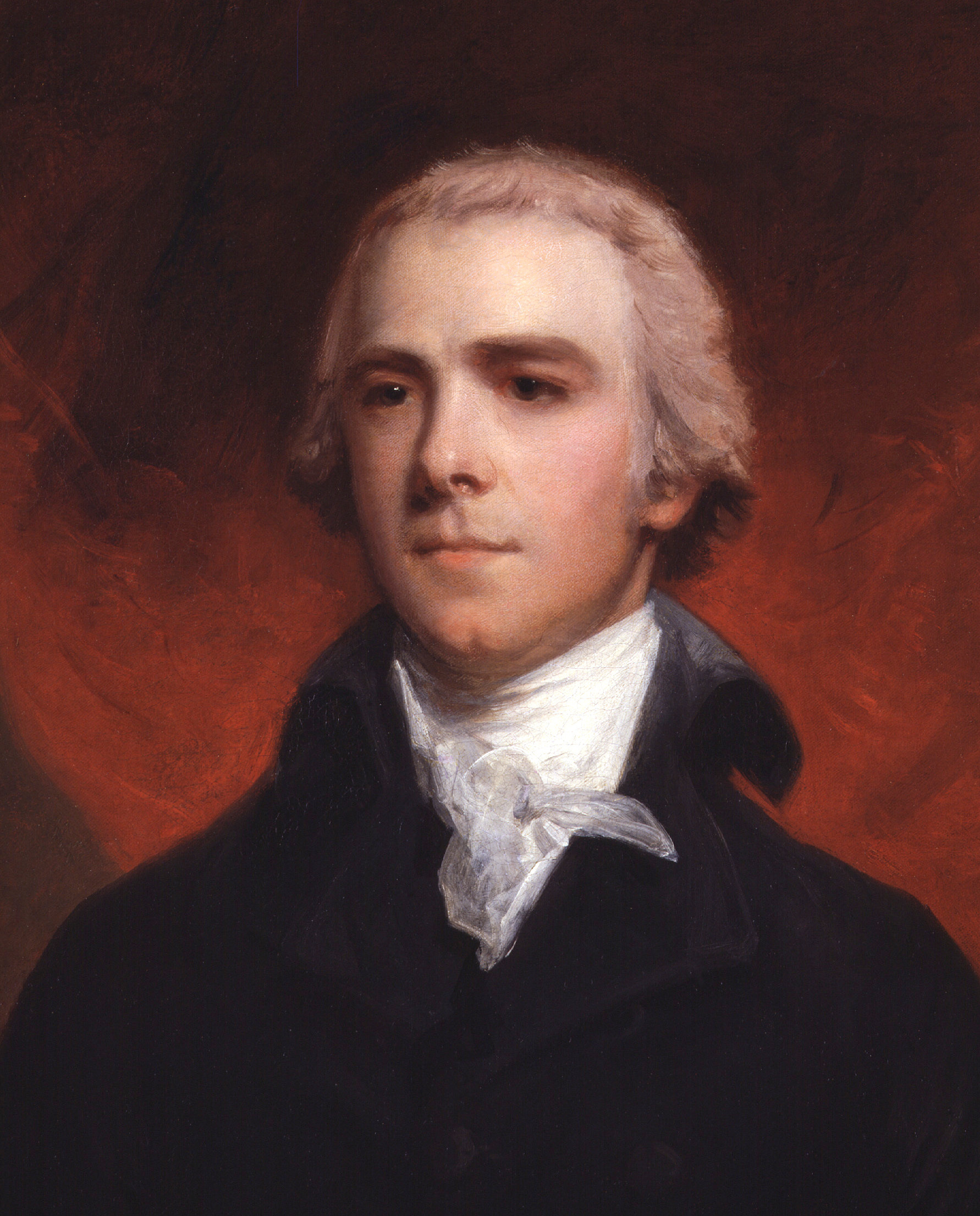
Вільям Гренвілль (1759 – 1834).

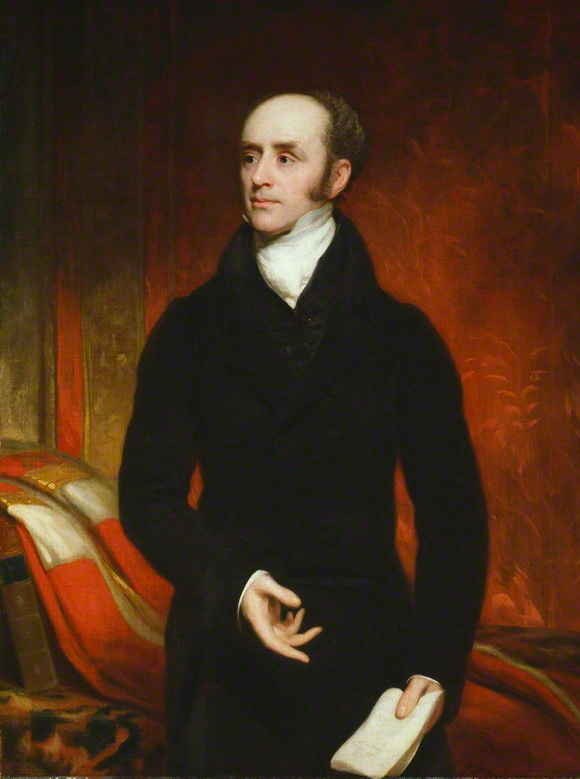
Чарльз Грей (1764 – 1845) – ІІ граф Грей.

Джордж Понсонбі (5 березня 1755 - 8 липня 1817) – відомий ірландський та британський юрист, адвокат, політик, належав до партії вігів, депутат парламенту Ірландії, депутат парламенту Об’єднаного Королівства Великої Британії та Ірландії. Він служив лорд-канцлером Ірландії з 1806 по 1807 рік та служив в Міністерстві Всіх Талантів Об’єднаного Королівства.

## Життєпис

### Походження і ранні роки
Джордж Понсонбі був другим сином вельмишановного Джона Понсонбі, спікера Палати громад Ірландії в 1756 – 1771 роках та його дружини леді Елізабет Кавендіш (1723 – 1796), дочки Вільяма Кавендіша, ІІІ герцога Девонширського. Він отримав освіту в Кілкенні-коледжі та Триніті-коледжі, Кембридж. 

### Кар’єра
Отримавши юридичну освіту Джордж Понсонбі почав працювати адвокатом. Був обраний депутатом парламенту Ірландії в 1776 році. Він був депутатом від виборчої округи Віклоу між 1778 і 1783 роками, а потім від виборчої округи Іністіог між 1783 і 1797 роками. З 1798 року до Акту унії в 1801 році він представляв графство Голвей. Джордж Понсонбі був канцлером казначейства Ірландії в 1782 році, згодом взявши помітну участь у дебатах щодо питання римо-католицької церкви та допомоги католикам, очолив опозицію і виступав проти  об’єднання парламентів Великої Британії та Ірландії.
Після 1801 року Джордж Понсонбі представляв графство Віклоу, а потім виборчу округу Тавісток в парламенті Об’єднаного Королівства Великої Британії та Ірландії. У 1806 – 1807 роках він був лордом-канцлером Ірландії, а з 1808 до 1817 року — визнаним лідером опозиції в Палаті громад парламенту Об’єднаного Королівства Великої Британії та Ірландії.
Джорджа Понсонбі було обрано першим офіційним лідером опозиції, коли два провідні політики з партії вігів – лорд Ґренвілл та граф Ґрей проголосили його перед депутатами парламенту як лідера опозиції від партії вігів. Форд описав Джорджа Понсонбі як «маловідому посередність, що була родичем леді Грей». Він виявився слабким лідером, але не захотів піти у відставку і тому зберіг керівництво партією вігів в Палаті громад до своєї смерті. Його наступником на посаді лідера партії став Джордж Тірні.

## Особисте життя
У Дубліні Джордж Понсонбі ввійшов до клубу джентльменів «Дейлі». 
Джордж Понсонбі одружився з леді Мері Батлер, донькою Брінслі Батлера, ІІ графа Лейнсборо та його дружини леді Джейн Рочфорт. Коли він помер у Лондоні 8 липня 1817 року, він залишив єдину доньку Елізабет, яка згодом вийшла заміж за Френсіса Олдборо Прітті, депутата парламенту, від якого у неї було шестеро дітей.